# Besard Sabovic
Besard Sabovic, född 5 januari 1998, är en svensk fotbollsspelare som spelar för Austin FC i Major League Soccer.

## Klubbkarriär
Sabovic började spela fotboll i IF Brommapojkarnas juniorlag. Sabovic var med och vann Futsal-SM och vann Sankt Erikscupen år 2014 med Brommapojkarna mot AIK.
Under 2015 satt han på bänken i en Allsvensk match och i januari 2016 flyttades han upp i Djurgårdens IF A-lag och skrev på ett fyraårskontrakt. Den 24 april 2016 gjorde Sabovic allsvensk debut i en 1–0-förlust mot Malmö FF, där han byttes in i den 77:e minuten mot Alexander Faltsetas.
I mars 2017 lånades Sabovic ut till IF Brommapojkarna. I juli 2017 skadade Sabovic korsbandet och missade resten av säsongen. Den 29 mars 2019 lånades Sabovic ut till Dalkurd FF.
Den 17 januari 2020 blev Sabovic klar för Mjällby AIF, där han skrev på ett tvåårskontrakt. I februari 2021 lämnade Sabovic Mjällby och blev klar för turkiska Kayserispor. Den 22 juni 2021 värvades han av ryska Chimki, ett kontrakt som sas upp den 3 juni 2022. Den 10 augusti skrev han på ett 2½-årskontrakt med sin tidigare klubb Djurgårdens IF som han redan tränat med ett tag.
Den 21 januari 2025 skrev han på ett 3-årskontrakt med Austin FC i Major League Soccer.

## Landslagskarriär
Besard Sabovic fick göra debut för det svenska U21 landslaget den 10 oktober 2020. Han blev inbytt i den 57:e minuten under en U21 EM-kvalmatch mot Luxemburg som Sverige vann med 4–0.

## Statistik

### Klubblag
| Klubb                              | Säsong             | Liga                | Liga    | Liga | Liga   | Nationell cup | Nationell cup | Nationell cup | Internationell cup | Internationell cup | Internationell cup | Totalt  | Totalt | Totalt |
| Klubb                              | Säsong             | Division            | Matcher | Mål  | Assist | Matcher       | Mål           | Assist        | Matcher            | Mål                | Assist             | Matcher | Mål    | Assist |
| ---------------------------------- | ------------------ | ------------------- | ------- | ---- | ------ | ------------- | ------------- | ------------- | ------------------ | ------------------ | ------------------ | ------- | ------ | ------ |
| Djurgårdens IF                     | 2015               | Allsvenskan         | 0       | 0    | 0      | 0             | 0             | 0             | —                  | —                  | —                  | 0       | 0      | 0      |
| Djurgårdens IF                     | 2016               | Allsvenskan         | 7       | 1    | 0      | 1             | 0             | 1             | —                  | —                  | —                  | 8       | 1      | 1      |
| Djurgårdens IF                     | 2018               | Allsvenskan         | 2       | 0    | 0      | 0             | 0             | 0             | 0                  | 0                  | 0                  | 2       | 0      | 0      |
| Djurgårdens IF                     | 2019               | Allsvenskan         | 1       | 0    | 0      | 2             | 0             | 0             | —                  | —                  | —                  | 3       | 0      | 0      |
| Djurgårdens IF                     | Totalt             | Totalt              | 10      | 1    | 0      | 3             | 0             | 1             | 0                  | 0                  | 0                  | 13      | 1      | 1      |
| IF Brommapojkarna (lån)            | 2017               | Superettan          | 7       | 0    | 0      | 0             | 0             | 0             | —                  | —                  | —                  | 7       | 0      | 0      |
| IF Brommapojkarna (lån)            | Totalt             | Totalt              | 7       | 0    | 0      | 0             | 0             | 0             | —                  | —                  | —                  | 7       | 0      | 0      |
| Dalkurd FF (lån)                   | 2019               | Superettan          | 27      | 5    | 6      | 0             | 0             | 0             | —                  | —                  | —                  | 27      | 5      | 6      |
| Dalkurd FF (lån)                   | Totalt             | Totalt              | 27      | 5    | 6      | 0             | 0             | 0             | —                  | —                  | —                  | 27      | 5      | 6      |
| Mjällby AIF                        | 2020               | Allsvenskan         | 27      | 4    | 1      | 5             | 0             | 0             | —                  | —                  | —                  | 32      | 4      | 1      |
| Mjällby AIF                        | Totalt             | Totalt              | 27      | 4    | 1      | 5             | 0             | 0             | —                  | —                  | —                  | 32      | 4      | 1      |
| Kayserispor                        | 2020/2021          | Süper Lig           | 11      | 0    | 1      | 0             | 0             | 0             | —                  | —                  | —                  | 11      | 0      | 1      |
| Kayserispor                        | Totalt             | Totalt              | 11      | 0    | 1      | 0             | 0             | 0             | —                  | —                  | —                  | 11      | 0      | 1      |
| FK Chimki                          | 2021/2022          | Premjer-Liga        | 21      | 1    | 1      | 1             | 0             | 0             | —                  | —                  | —                  | 22      | 1      | 1      |
| FK Chimki                          | Totalt             | Totalt              | 21      | 1    | 1      | 1             | 0             | 0             | —                  | —                  | —                  | 22      | 1      | 1      |
| Djurgårdens IF                     | 2022               | Allsvenskan         | 12      | 1    | 0      | 1             | 1             | 0             | 7                  | 0                  | 0                  | 20      | 2      | 0      |
| Djurgårdens IF                     | 2023               | Allsvenskan         | 25      | 1    | 0      | 6             | 0             | 0             | 2                  | 0                  | 0                  | 33      | 1      | 0      |
| Djurgårdens IF                     | 2024               | Allsvenskan         | 27      | 3    | 0      | 5             | 2             | 0             | 12                 | 1                  | 1                  | 44      | 6      | 1      |
| Djurgårdens IF                     | Totalt             | Totalt              | 64      | 5    | 0      | 12            | 3             | 0             | 21                 | 1                  | 1                  | 97      | 9      | 1      |
| Austin FC                          | 2025               | Major League Soccer | 0       | 0    | 0      | 0             | 0             | 0             | —                  | —                  | —                  | 0       | 0      | 0      |
| Austin FC                          | Totalt             | Totalt              | 0       | 0    | 0      | 0             | 0             | 0             | —                  | —                  | —                  | 0       | 0      | 0      |
| Totalt i karriären                 | Totalt i karriären | Totalt i karriären  | 167     | 16   | 9      | 21            | 3             | 1             | 21                 | 1                  | 1                  | 209     | 20     | 11     |
| Senast uppdaterad 22 januari 2025. |                    |                     |         |      |        |               |               |               |                    |                    |                    |         |        |        |

### Landslag
| Landslag                        | År     | Totalt  | Totalt | Totalt |
| Landslag                        | År     | Matcher | Mål    | Assist |
| ------------------------------- | ------ | ------- | ------ | ------ |
| Sverige P15                     | 2013   | 3       | 0      | 0      |
| Sverige P16                     | 2014   | 6       | 0      | 0      |
| Sverige U17                     | 2015   | 2       | 0      | 0      |
| Sverige U18                     | 2016   | 6       | 0      | 3      |
| Sverige U19                     | 2016   | 3       | 0      | 1      |
| Sverige U19                     | 2017   | 4       | 0      | 2      |
| Sverige U21                     | 2020   | 2       | 0      | 1      |
| Totalt                          | Totalt | 26      | 0      | 7      |
| Senast uppdaterad 28 mars 2024. |        |         |        |        |

| Landslag                        | År     | Totalt  | Totalt | Totalt |
| Landslag                        | År     | Matcher | Mål    | Assist |
| ------------------------------- | ------ | ------- | ------ | ------ |
| Nordmakedonien U21              | 2019   | 3       | 0      | 0      |
| Totalt                          | Totalt | 3       | 0      | 0      |
| Senast uppdaterad 28 mars 2024. |        |         |        |        |